# Mika Alatalo
Mika Antero Alatalo (Oulu, 11 giugno 1971) è un ex hockeista su ghiaccio finlandese.
In campo internazionale, con la nazionale finlandese, ha conquistato un bronzo olimpico nel 1994.

## Palmarès

### Giochi olimpici invernali
- Bronzo a Lillehammer 1994